# Impatiens pierlotii
Impatiens pierlotii är en balsaminväxtart som beskrevs av Rudolf Wilczek. Impatiens pierlotii ingår i släktet balsaminer, och familjen balsaminväxter. Inga underarter finns listade i Catalogue of Life.